# Smithboro
Smithboro es una villa ubicada en el condado de Bond en el estado estadounidense de Illinois. En el Censo de 2010 tenía una población de 177 habitantes y una densidad poblacional de 73,72 personas por km².

## Geografía
Smithboro se encuentra ubicada en las coordenadas 38°53′40″N 89°20′24″O / 38.89444, -89.34000. Según la Oficina del Censo de los Estados Unidos, Smithboro tiene una superficie total de 2.4 km², de la cual 2.4 km² corresponden a tierra firme y (0%) 0 km² es agua.

## Demografía
Según el censo de 2010, había 177 personas residiendo en Smithboro. La densidad de población era de 73,72 hab./km². De los 177 habitantes, Smithboro estaba compuesto por el 96.61% blancos, el 1.13% eran afroamericanos, el 0% eran amerindios, el 0.56% eran asiáticos, el 0% eran isleños del Pacífico, el 0% eran de otras razas y el 1.69% pertenecían a dos o más razas. Del total de la población el 0.56% eran hispanos o latinos de cualquier raza.